# Bumetopia lanhsuana
Bumetopia lanhsuana är en skalbaggsart som beskrevs av Hayashi 1974. Bumetopia lanhsuana ingår i släktet Bumetopia och familjen långhorningar.
Artens utbredningsområde är Taiwan. Inga underarter finns listade.